# Samuel Beckett híd
A Samuel Beckett híd (írül: Droichead Samuel Beckett, angolul: Samuel Beckett Bridge) egy hárfát formázó ferdekábeles híd Dublinban, mely a Liffey folyó felett ível át. A déli Sir John Rogerson rakpartot köti össze az északi North Wall rakparton a Guild Streettel.

## Története
A hidat Santiago Calatrava tervezte, aki korábban már számos innovatív hidat és épületet tervezett. Calatrava munkája volt a szintén a Liffey folyó fölött átívelő James Joyce híd is, melyet 2003-ban adtak át.
A bevezető utak felújítását is magába foglaló, összesen 59,95 millió euróba kerülő beruházás keretében készülő híd kivitelezője a Graham Hollandia Joint Venture nevű cég volt. A Hollandiában gyártott, hárfát formázó, 120 méter magas és 48 méter széles ferdekábeles híd 2009. május 3-án indult útnak Krimpenből Rotterdamon keresztül Dublinba. A hídon négy forgalmi sáv található, kerékpáros- és gyalogossávval mindkét oldalon. Az építmény 90 fokos szögben elforgatható, így könnyítve meg a hajózást.
A híd nevét Samuel Beckett Nobel-díjas ír drámaíróról kapta. A hidat 2009. december 10-én Emer Costello asszony, Dublin főpolgármestere adta át a gyalogosforgalomnak. A rendezvényen többek között részt vett Samuel Beckett unokahúga, Caroline Murphy és Beckett unokaöccse Edward Beckett, valamint Barry McGovern színész és Seamus Heaney költő.